# Departementets hus

Departementets hus är en byggnad i kvarteret Björnen och Loen på Norrmalm i centrala Stockholm med adress Jakobsgatan 24–26 hörnet Rödbodgatan. Byggnaden är uppförd åren 1969-1971 efter arkitekt Nils Teschs ritningar. Huset har av Stockholms stadsmuseum blivit blåklassat vilket är den högsta klassningen. Åren 2010-2012 genomfördes en större ombyggnad och en påbyggnad av huset, efter ritningar av Reflex Arkitekter, som ansetts vara kontroversiell. Arkitekt för yttre gestaltning och detaljplan var Hans Birkholz, BAU Arkitekter.
| Vänster: Departementsbyggnaden vy mot öst, januari 2009. Höger: Med påbyggnaden, samma vy i augusti 2020. |  | Vänster: Departementsbyggnaden vy mot öst, januari 2009. Höger: Med påbyggnaden, samma vy i augusti 2020. |
| Vänster: Departementsbyggnaden vy mot öst, januari 2009. Höger: Med påbyggnaden, samma vy i augusti 2020. |  | |

## Byggnad

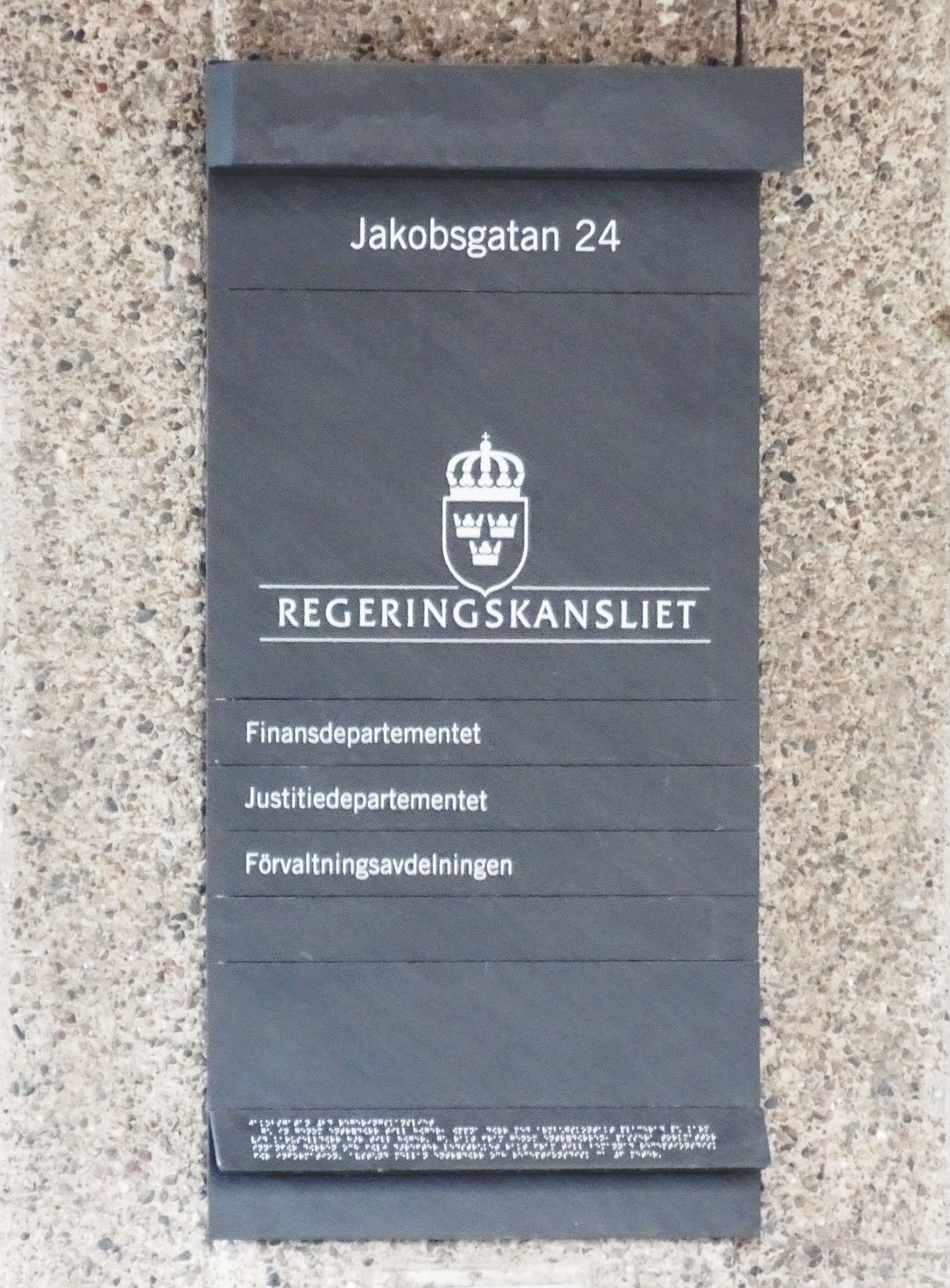
Jakobsgatan 24, Regeringskansliet.

I samband med omdaningen av Stockholms city på 1960- och 1970-talen, Norrmalmsregleringen, samlades de olika departementen hit, bland dem civil- jordbruks- och socialdepartementet och Jakobsgatans västra del förändrades totalt. På platsen låg fram till omdaningen den byggnad som Svenska Dagbladet hade sin redaktion i. Den nya byggnaden har en stomme av prefabricerade betongelement, likaså fasaderna. Dessa är så kallade sandwichelement (med värmeisoleringen mellan en invändig och en utvändig betongskiva). Fasadelementens utsida har ett ytskikt av ljus, frilagd ballast och är omsorgsfullt proportionerade. För att lätta upp den stora byggvolymen har fem av de sju våningsplanen getts rundbågade fönster med ett litet rektangulärt fönster intill. 
Invändigt visar byggnaden en konventionell kontorsplan med mörk kärna i mitten som innehåller trapphus, hissar, kapprum, förråd, konferensrum och liknande, medan kontorsrummen med en, två eller tre fönstermoduler är uppradade längs ytterväggarna. Byggnaden var både tidstypisk och unik, ett av få exempel på betongelement med rundade former. Den var och är omstridd både utskälld och omtyckt. Fastigheten ägs av staten genom Statens Fastighetsverk och hyser lokaler för Regeringskansliet, bland annat Finansdepartementet och Justitiedepartementet. Kontorshuset var den första nybyggnaden i Stockholms regeringskvarter.

## Kulturhistorisk klassning
Fastigheten klassades år 2007 genom Stockholms stadsmuseums Norrmalmsinventering som en av de mest värdefulla fastigheterna på Norrmalm, och byggnaden var en av fjorton fastigheter uppförda 1960-1989 som gavs en så kallad blåmärkning, vilket innebär "att bebyggelsen bedöms ha synnerligen höga kulturhistoriska värden". Närmaste grannkvarter västerut inrymmer Sheratons hotellbyggnad som även den gavs en blåmärkning.
I sitt remissvar till ombyggnadsplanerna för kvarteret lyfter Stockholms stadsmuseum fram kvarterets arkitektoniska kvalitéer:
Byggnadsmaterialen är tidstypiska och exklusiva med betong, kopparplåt och rostfria entré- och butikspartier. Det som gör byggnaden unik är den säregna men ytterst eleganta utformningen av fasadens betongelement. Genom smäckra rundbågade fönster gav Tesch en helt annan karaktär än den gängse åt annars standardiserade betongelement som vid tiden förekom flitigt i framför allt bostadsbyggandet. Associationer till traditionell byggnadskonst var mycket ovanligt vid den här tiden. Den arkitektoniska effekten är slående och departementsbyggnaden tillhör de yppersta i landet vad gäller betongfasader.
I september 2017 klassades kvarteret Loen som miljöbyggnad i klass silver. Av de 14 parametrar som granskats blev det fyra guld, sju silver och tre brons. I Sverige finns cirka 1 000 byggnader med den certifieringen.

## Förändringstryck
Statens fastighetsverk som äger huset lät bygga på Departementetshuset med två nya glasvåningar som skiljer sig komplett från den nuvarande fasaden. Stadsmuseet hade starkt motsatt sig påbyggnaden: 
Med hänsyn till kontorshusets i Loen synnerligen stora kulturhistoriska värde bör byggnaden ges skyddsbestämmelser för bevarande av exteriören, byggnadens planstruktur och delar av interiören såsom trapphus och konferensrum. Skyddsbestämmelserna bör även omfatta förbud mot rivning. 
Stadsmuseet motsatte sig också på ett principiellt plan att höja takhöjderna i kvarteret eftersom det anses hota Stockholms stadsbild och strider mot Cityplan 62 som syftar till att Brunkebergsåsens dominans i stadslandskapet bör bibehållas. Norrmalms stadsdelsnämnd hade däremot inget att erinran mot förslaget.

## Bilder

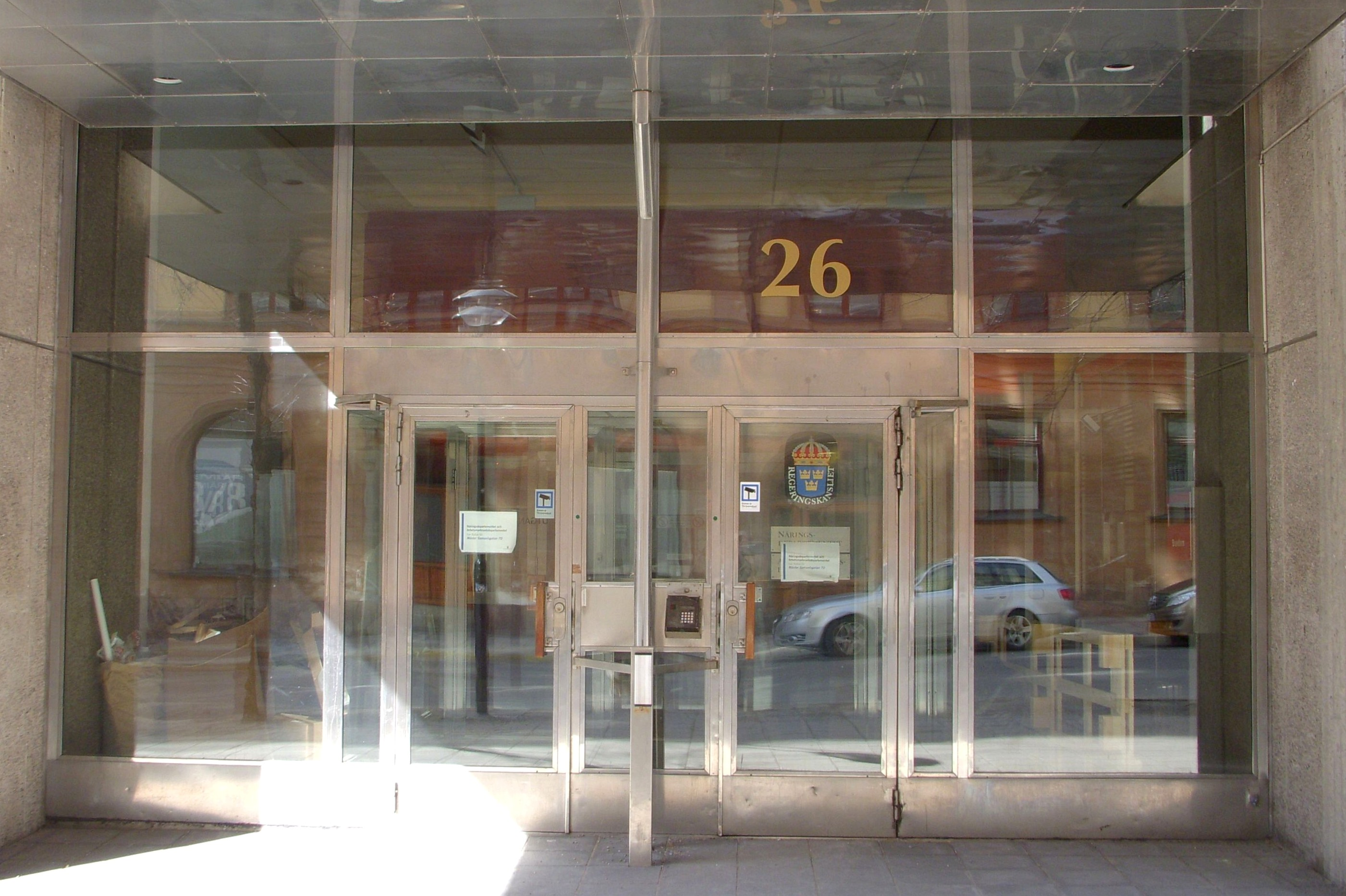
Huvudentrén, 2009.
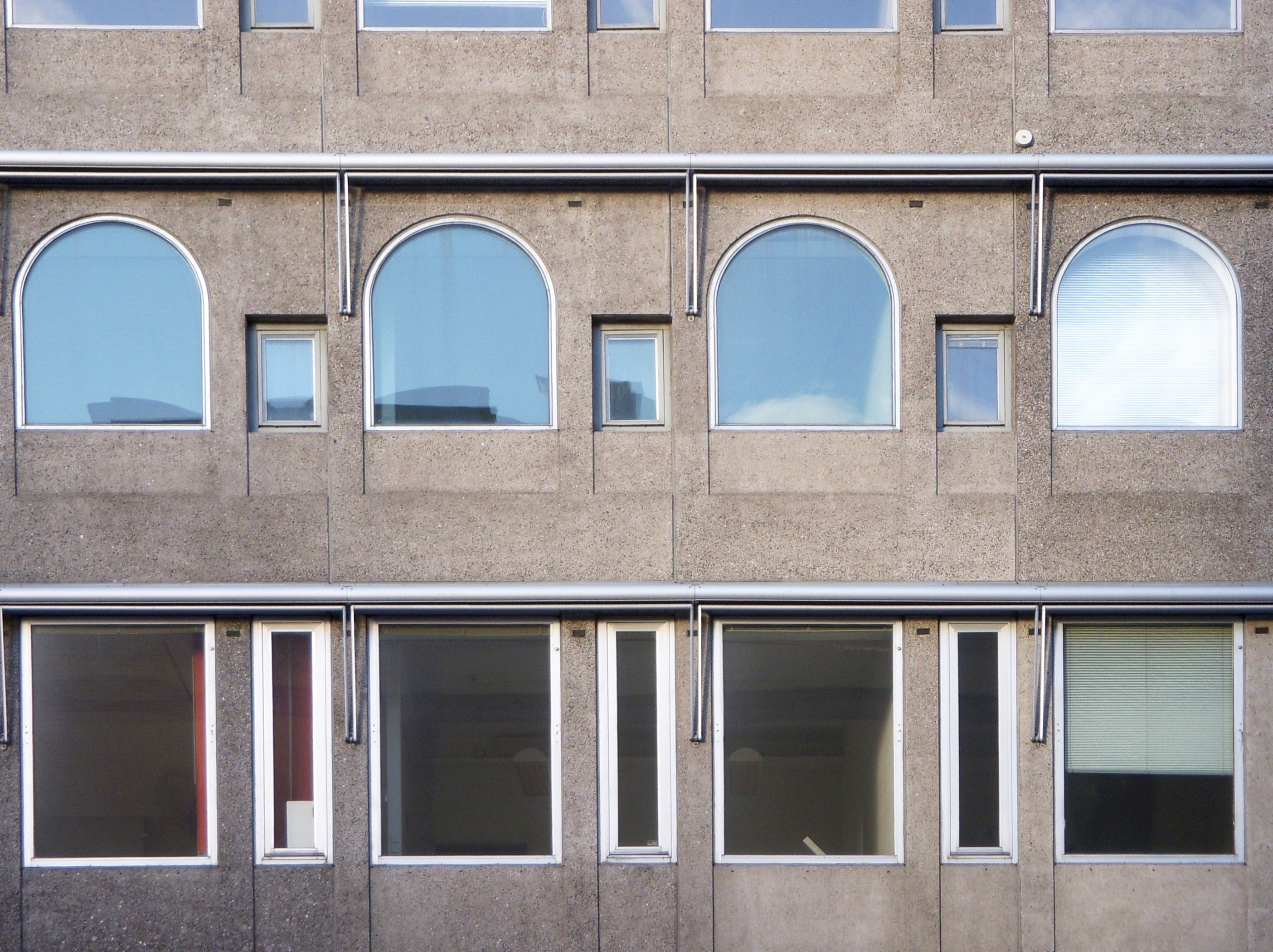
Fasaddetalj, 2009.
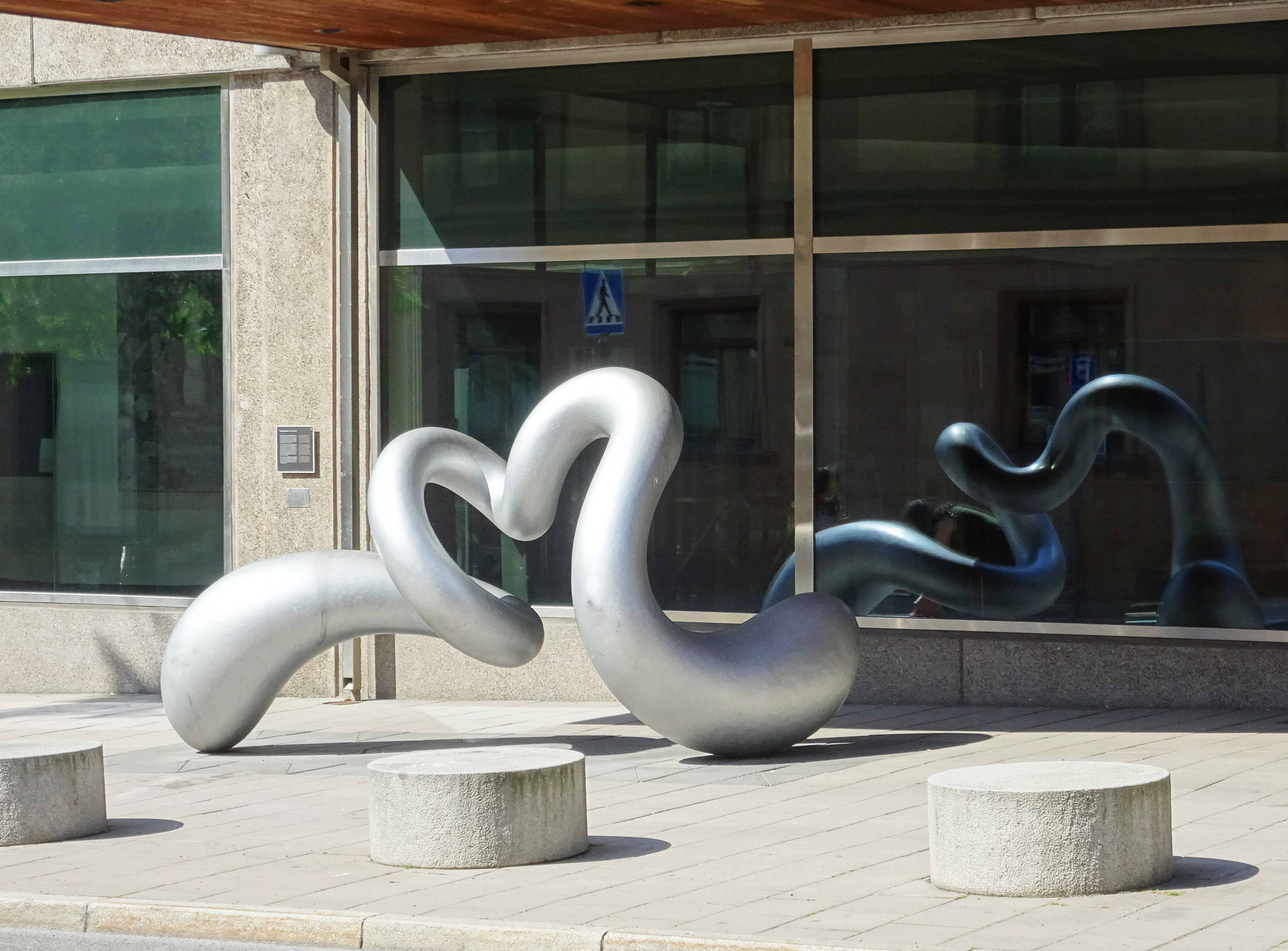
Eva Hilds aluminiumskulptur "Binär", 2020.
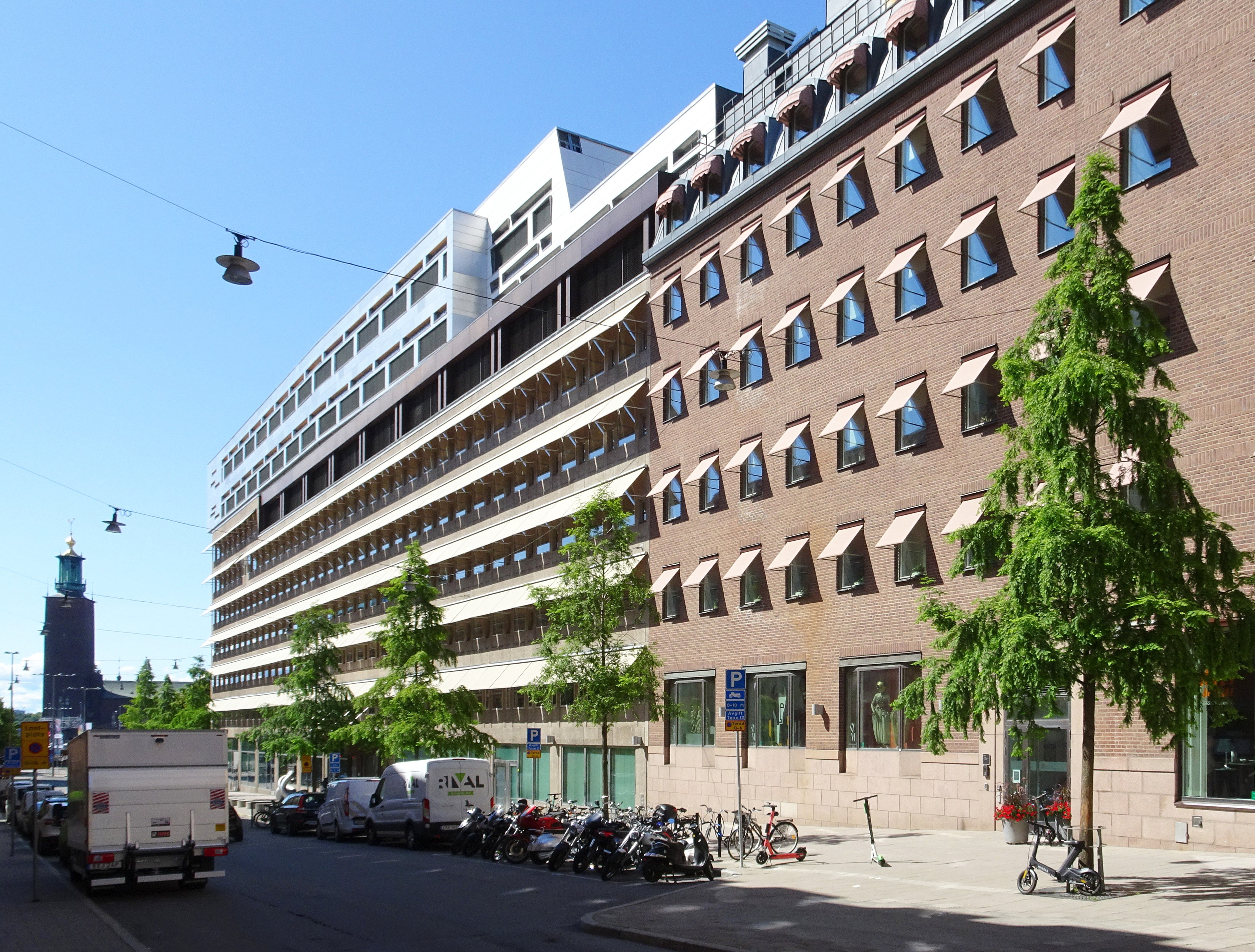
Fasad mot Jakobsgatan vy västerut, 2020.
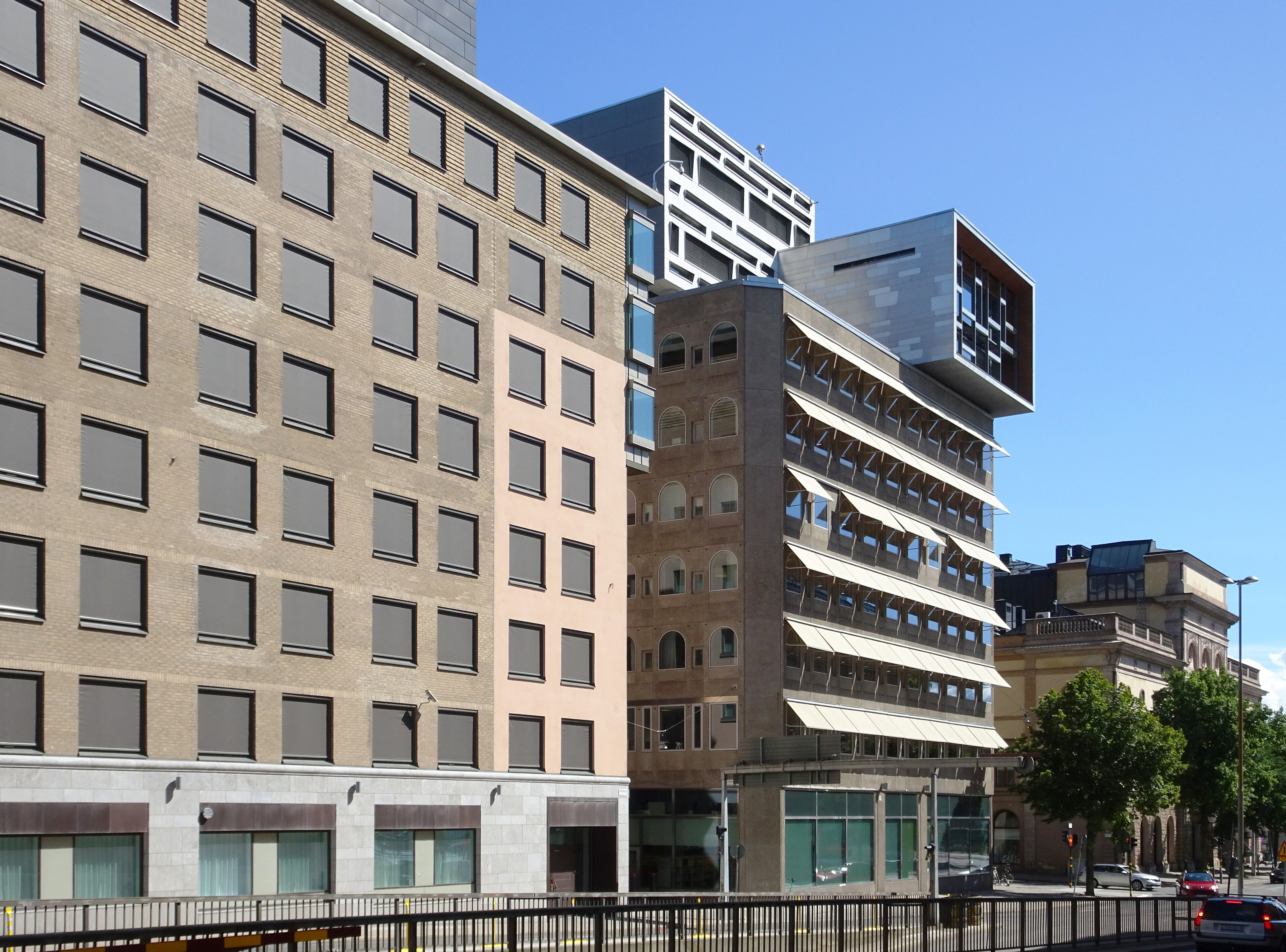
Fasad mot Rödbodgatan, 2020.